# Veddige
Veddige är en tätort i Varbergs kommun i Hallands län och kyrkbyn i Veddige socken är belägen vid ån Viskan längs Riksväg 41 Varberg-Borås, cirka 20 km från centralorten Varberg. Veddige ingår i det område som kallas Viskadalen.

## Etymologi
Namnet skrevs tho Wyghöy 1392 och Widdige 1570. Den senare leden, huvudleden, är troligtvis en stelnad dativform av ordet högher, vilket betyder hög. Bestämningsleden kan vara vig ’strid, dråp’. Namnet Veddige skulle alltså betyda Stridhögen eller Dråphögen.
Veddige syftade ursprungligen på kyrkan, socknen och Veddinge by väster om kyrkan. Dagens samhälle har dock sitt ursprung i järnvägsstationen vid Viskadalsbanan som tillkom 1880. Den uppfördes på Vabränna och Järlövs byar. Några stugor hade i samband med laga skifte 1855–1858 överflyttats hit och platsen kom att kallas "Örnen",  ett namn som sedan länge kom att leva kvar på samhället. 1876 fanns fyra hus i "Örnen", 1902 hade de ökat till tolv. På 1920-talet hade de ökat till ett 70-tal, och i takt att industrier etablerade sig i Veddinge började samhället växa alltmer.

## Befolkningsutveckling
| Befolkningsutvecklingen i Veddige 1960–2020 | Befolkningsutvecklingen i Veddige 1960–2020 | Befolkningsutvecklingen i Veddige 1960–2020 | Befolkningsutvecklingen i Veddige 1960–2020 | Befolkningsutvecklingen i Veddige 1960–2020 |
| ------------------------------------------- | ------------------------------------------- | ------------------------------------------- | ------------------------------------------- | ------------------------------------------- |
|                                             |                                             |                                             |                                             |                                             |
| År                                          |                                             |                                             | Folkmängd                                   | Areal (ha)                                  |
| 1960                                        | 1960                                        |                                             | 565                                         |                                             |
| 1965                                        | 1965                                        |                                             | 866                                         |                                             |
| 1970                                        | 1970                                        |                                             | 1 179                                       |                                             |
| 1975                                        | 1975                                        |                                             | 1 507                                       |                                             |
| 1980                                        | 1980                                        |                                             | 1 764                                       |                                             |
| 1990                                        | 1990                                        |                                             | 2 228                                       | 173                                         |
| 1995                                        | 1995                                        |                                             | 2 213                                       | 175                                         |
| 2000                                        | 2000                                        |                                             | 2 142                                       | 176                                         |
| 2005                                        | 2005                                        |                                             | 2 192                                       | 177                                         |
| 2010                                        | 2010                                        |                                             | 2 045                                       | 177                                         |
| 2015                                        | 2015                                        |                                             | 2 260                                       | 198                                         |
| 2020                                        | 2020                                        |                                             | 2 349                                       | 203                                         |
|                                             |                                             |                                             |                                             |                                             |

## Samhället

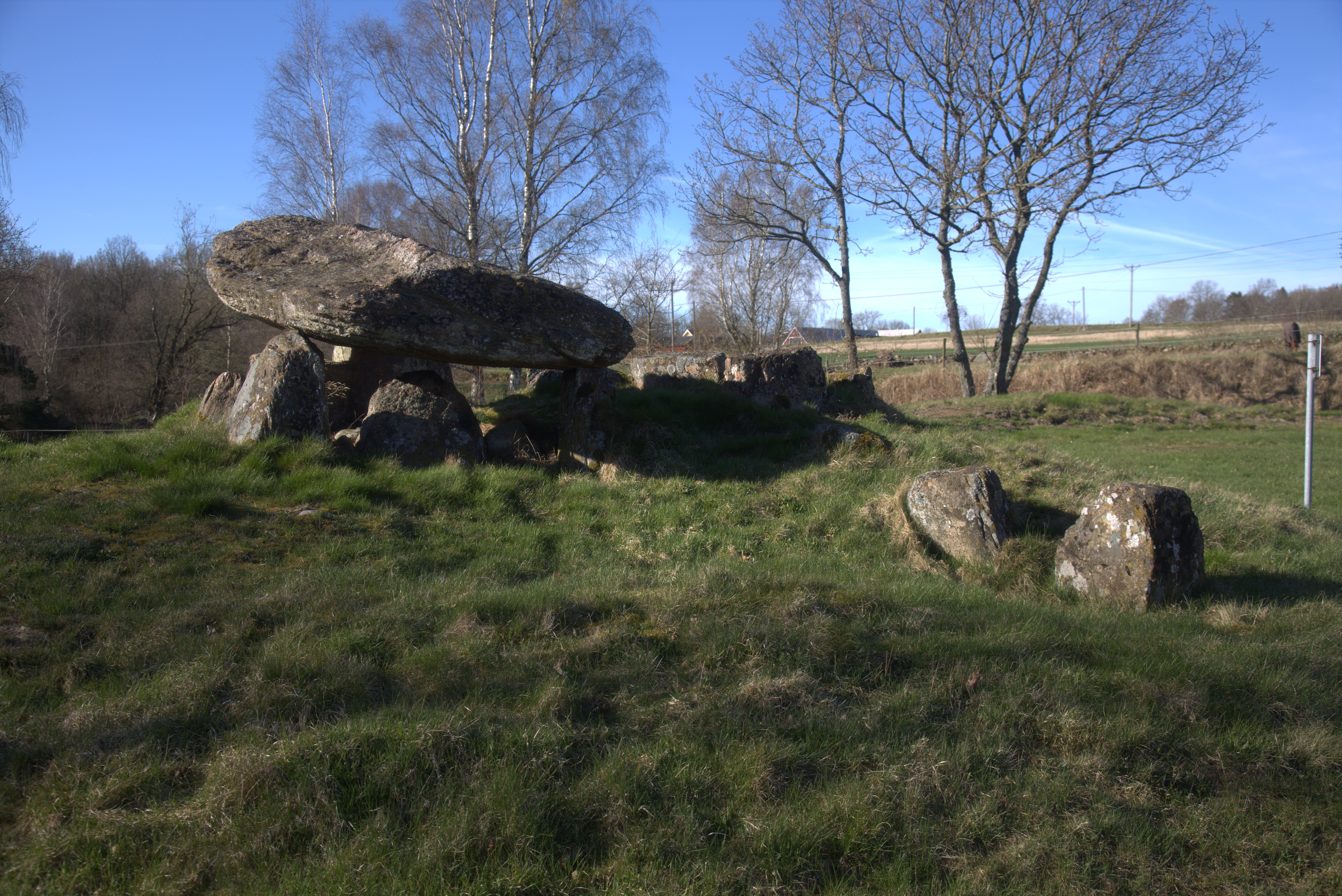
Rumpelösa kyrka

Bebyggelsen i Veddige domineras av Veddige kyrka från 1800-talet. Veddige bestod under 1800-talet av prästgården och klockargården. I slutet av 1800-talet anlades här Veddige järnvägsstation. I samhällets västra utkanter återfinns den omkring 4 000 år gamla gånggriften Rumpelösa kyrka.
Veddige har en mycket aktiv hembygdsförening, Veddige-Ås-Sällstorp hembygdsförening. Föreningen har cirka 600 medlemmar. De har en hembygdsstuga, med en samlingssal som går att hyra, och två mindre museer. Hembygdsföreningens största tillgång är Kvarnadalen. Den ligger i Sällstorp, där åtta bevarade skvaltkvarnar finns, samt rester av ytterligare ett antal. En äldre form av namnet Veddige har tagits upp av Vidhögeskolan, ortens F-9-skola. Det finns ett mindre köpcentrum i Veddige, Veddige köpcentrum. Växtboden, Lågprislegenden och restaurangen Viskan har sin verksamhet här.[källa behövs]

## Idrott

### Volleybollklubben Veddige
VK Veddige bildades 1977 och är mer eller mindre en ren damförening med drygt 100 aktiva. Föreningen har för det mesta spelat i division ett eller två. Säsongen 2010 har speciellt föreningens två beachvolleybollspelare Nina Grawender och Frida Stahre utmärkt sig med landslagsuppdrag och silvermedalj på senior-SM. Likaså tog U15-flickorna guld på USM i beach och Victoria Sahlberg tog silver i U17 flickor på samma SM.[källa behövs] Klubben slogs 2017 samman med Warberg Volley och bildade Veddige Varberg Volleybollklubb.

### Veddige Bollklubb
Veddige BK grundades 1940 och avlöste då den tidigare föreningen Veddige GIF som upplöstes 1939 på grund av kriget. Föreningens herrlag spelar (2008) i division fem. Damlaget slogs 1999 samman med Derome BK och har som bäst spelat i division två. Veddige Bollklubb har i dag runt 500 medlemmar, varav 300 är aktiva.[källa behövs]

### Veddige Vipers (Veddige Hockeyklubb)
Föreningen grundades 1964. 1969 byggdes föreningens första isbana och två år senare stod kommunens första konstfrusna isbana klar. Föreningens herrlag har de senaste åren spelat i division 3. Den mest kände herrspelaren är Peter Högardh. Damlaget har deltagit i flera SM-slutspel. Profiler i detta lag har varit Erika Holst och Maria Rooth.[källa behövs]
1999 tar föreningen namnet Veddige Vipers. 2012 gick Veddige Vipers ihop med Varbergs Hockey under namnet Varberg Vipers

## Kända personer med anknytning till Veddige
- Åke Göransson- konstnär
- Elin Hedberg - artist
- Ida Hedberg - artist
- Erika Holst, ishockeyspelare
- Peter Högardh, ishockeyspelare
- Sara Löfgren, sångerska
- Dick Lövgren, basist i Meshuggah
- Marcus Wesslén - basist i Dead by April
- Ingemund Bengtsson - politiker och talman